# Acy-Romance
Acy-Romance è un comune della Francia di 442 abitanti situato nel dipartimento delle Ardenne nella regione del Grande Est.

## Storia
Originariamente il nome della cittadina era Acy, al quale intorno alla metà del XVIII secolo si aggiunse il nome Romance, ad indicare il nome della famiglia, originaria del XII secolo, che aveva acquistato l'intero territorio. Alcuni scavi archeologici hanno suggerito l'esistenza di un insediamento precedente al XII secolo, e la Signoria di Acy appare nelle testimonianze documentali di altre casate nel corso di tutto il medioevo. Fino al XVII secolo la Signoria di Acy fu appannaggio della famiglia Colbert. Nel 1750, Hugues-Étienne de Romance, Conte di Auteuil e Signore di Mesmont, acquistò la Signoria di Acy da Leon de Maugras.

## Società

### Evoluzione demografica
Abitanti censiti